# 행복장의 오코죠상
행복장의 오코죠상!(일본어: しあわせソウのオコジョさん !/한국명:행복한 세상의 족제비)는 만화가 우노 아유미의 '춤추는 족제비'라는 만화를 원작으로 2001년에 제작된 TV애니메이션이다. 애니의 제목에서 나오듯이, 이 애니의 주인공은 인간이 아닌 족제비이며, 족제비인 '코죠삐(한국명:제삐)'와 동물친구들, 그리고 주변의 인간들이 벌여 나가는 이야기를 담아내고 있다.
한국에선 투니버스를 통해 더빙되어 방영되었으며, 한국판 엔딩곡인 유정석의 '출사표'는 투니버스에서 발매하는 애니송앨범 'WE2'에 수록되기도 하였다고 한다.

## 줄거리
'행복장'이라는 아파트에 사는 과묵하기 그지없는 대학생 '츠지야 하루카(한국명:조용준)'는 어느날 귀가 도중 쓰레기 더미 위에 널부러져 있는 하얀 산족제비 한 마리를 발견하고는, 집에 데리고 온다.
원래는 자신이 키울 생각이 아니었으나, 이웃의 동물을 아주 좋아하는 초등학생 '쿠도 유타'가 자신의 집에선 부모님의 반대로 애완동물을 못 기르게 한다고 하는 바람에 그냥 자신이 기르기로 한다....
한편, 이런 전후사정을 전혀 모르고 있는 하얀 산족제비 '코죠삐(한국명:제삐)'는 애완동물가게를 탈출하여 자유로운 삶을 만끽하고자 한다. 그러면서 이 세상 모두를 지극히 자기중심적인 관점에서 멋대로 해석해 버리고 있다. 게다가 옆집에서 기르는 애완동물 '쵸로리(한국명:쪼롱이)'는 아예 이 족제비를 형님으로 모시기로 하는데...

## 등장인물
※성우 순서는 '일본 성우/더빙판 성우'로 기술되었으며, 인물에 대한 소개는 인터넷에 떠도는 내용과 애니 내용을 바탕으로 저술됨.
코죠삐(한국명-제삐)
성우 : 사와시로 미유키/이선주
이 작품의 주인공으로, 정체는 일본 북부에서만 서식하는 산족제비. 세상 무서울 것 하나 없는 대담한 면을 지녔고, 게다가 세상을 자기 위주의 관점으로 해석하고 있으며, 사람이든 동물이든 물건이든 가리지 않고 싸워서 이겨야 직성이 풀리는 성격을 지녔다.
과거에 엄마가 자신은 두더지의 새끼라는 말만 그대로 믿고 집을 뛰쳐 나왔고, 이후 여러 동물들과 만나면서 살아남는 방법들을 익히며 자신의 힘으로 살아가던 도중, 겨울날 어떤 꼬마에게 발견되어, 여러 과정을 거쳐 모 애완동물 가게로까지 흘러 들어왔다. 그러다 천신만고 끝에 탈출해, 현재는 츠지야의 방에 지낸다.(본인은 츠지야의 방을 자신의 힘으로 뺏었다고 여김.)
좋아하는 음식은 '닭고기튀김(からあげ/투니버스 방영시엔 '소고기튀김'으로 나옴.)'이며, 트레이드 마크는 머리에 난 나뭇잎.
쵸로리(한국명-쪼롱이)
성우 : 야마자키 바닐라/류점희
츠지야의 방 옆집에 사는 노처녀 만화가의 애완쥐.겨울잠쥐류의 일본산 야마네다. 코죠삐가 사람들과 대결하는 대담한 성격과 실제 싸워 이기는 결과를 보고 코죠삐에게 존경심을 품게 되었고, '형님'으로 모시고 있다.
인간 세상에 대해 아는 게 많아 코죠삐에게 여러 가지 정보를 알려 주곤 한다.(물론 가끔 그 정보가 엉터리인 게 있다.)
노처녀 만화가를 주인으로 둔 탓에 마감에 쫓겨 신경이 날카로워진 주인의 스트레스 해소용으로 시달리는 일이 많다고 하지만, 언제나 주인에게 감사하는 마음과 남다른 애정을 가지고 머물고 있다고 한다.
좋아하는 음식은 '해바라기씨'이며, 특기는 마리모(공 모양의 집합체를 만드는 것으로 잘 알려져 있는 담수성 녹조류의 일종/투니버스 방영시엔, '축구공'으로 바뀜)처럼 몸을 둥글게 마는 것. '~~얀스'라는 귀여운 듯한 어투를 구사한다.
츠지야 하루카(한국명-조용준)
성우 : 코이즈미 유타카/최재호
코죠삐의 주인으로, 대학생. 상당히 잘 생긴 얼굴이지만, 무표정에 과묵한 성격이며 눈치가 없는 남자.
동물을 좋아하는 성격이 아니라서, 처음엔 코죠삐를 키울 생각이 없었으나 현재 사정이 여의치가 않아 자신이 기르고 있다. 겉으론 코죠삐에게 관심을 가져주지 않는 것 같지만 속으론 애정깊게 보살펴 주고 있으며, 코죠삐의 갑작스런 공격이나 접근에도 간단히 제압해버리곤 한다.
관심사는 원예.
유타(한국명-이찬우)
성우 : 카토 나나에/이자명
츠지야 하루카의 집 근처에 사는 초등학생. 동물을 아주 좋아하나, 집에서 사정상 동물을 키우지 못 하게 하여, 코죠삐를 보러 매일 츠지야의 방으로 놀러 오곤 한다.
유우타네 엄마가 도시락 가게를 운영하고 있어, 가끔 닭고기튀김을 갖다 주기도 하고 놀아주기도 하는 등 실질적인 코죠삐의 주인격인 소년.
귀엽고 착하고 순수한 열정을 지녔으며, 가끔은 어른스러운 언행으로 인해 사에키 남매보다 더 어른스러워 보일 때도 있다.
사에키 슌(한국명-모지룡)
성우 : 하라다 히데타카/최재익
츠지야의 대학 친구이자 베스트 프렌드, 게다가 같은 아파트 살고 있다. 늘 웃는 얼굴을 하고 있으며, 장난스럽고 푼수같은 면을 지닌 남자.
자신의 집에서 발견한 코죠삐를 '츄쭝(국내명은 뽀뽀)'라고 이름 붙여 키우려 했지만, 나중에 츠지야의 애완동물임을 알고는 자신도 애완동물로 페렛인 '타칭(국내명:펀치)'를 키우게 된다.
자신의 집에 있는 날보다 츠지야의 방에 놀러 오는 날이 더 많다.
코죠삐가 두려워 여기는 사람ㆍ동물들 중 하나.(그 이유는 공격해도 웃으니까....)
사에키 토모코(한국명-모지란)
성우 : 나카하라 사야카/한신정
사에키 슌의 동생으로, 고등학생. 얼굴과 성격이 오빠인 슌과 똑같다. 어찌 보면 코죠삐에 대한 애정과 열의가 대단해 보이나, 한번 다른 일에 빠지면 코죠삐는 신경도 안 쓰고 무책임하게 방치하곤 한다.
현재는 아파트에서 오빠와 둘이서 살고 있다
츠카하라 아키히(한국명-왕빈)
성우 : 타카하시 히로키/정승욱
행복장(행복아파트) 근처에 위치한 츠카하라 펫클리닉의 수의사로, 머리를 한 갈래로 묶고 다니는 미남이다.
예전부터 희귀한 산족제비에 관심이 많았으며 실제로 보고 싶어 했는데 그러다가 실제로 코죠삐가 클리닉을 찾아온 것에 감격해, 그 때부터 코죠삐에게 광적으로 푹 빠져 지내게 된다. 코죠삐와 주위 사람들의 기분이나 시선은 아랑곳하지 않고 온갖 허황된 생각과 감상에 젖은 행동을 보여, 안타까움을 자아낸다.
그렇지만 코죠삐에 대한 열의와 사랑을 제외한다면, 실력 좋고 친절한 의사일 뿐..
후지사키 미야코(한국명-한가희)
성우 : 키가와 에리코/김선혜
츠카하라 펫클리닉에서 일하는 수간호사이자 조수. 밝은 성격의 소유자이지만, 코죠삐에게 푹 빠져서 헤어나오지 못 하는 츠카하라 선생 탓에 병원 문을 닫아야 할 지경에 이르자 걱정과 한숨이 늘어만 간다.
츠카하라 선생이 일에 몰두할 수 있게 여러 방법을 쓰지만 그리 효과를 보진 못 한다.

타다고로 루루&타다고로 루카(한국명-장나나&장미미)
성우 : 타니이 아스카/여민정
행복장에 살고 있는 쌍둥이 자매로, 유치원생. 이 자매는 이상한 것을 보면 두 손을 높이 들어 올리고 '이상한 거~ 이상한 거~(へんなの~ へんなの~/ 더빙판에선, '이상해 이상해'로 나옴)라는 말을 하며, 춤을 춘다. 그로 인해, 코죠삐 일행들에겐 공포의 대상으로 자리잡았다.
애완동물로 '푱키', '퍙키'라는 쌍둥이 고슴도치를 기르고 있다.
만화가
성우 : 쇼 마유미/한채언
츠지야의 옆 방에 사는 노처녀 만화가이자 쵸로리의 주인. 원고가 잘 안 될 때마다 아파트 전체가 떠나갈 듯이 비명을 질러댄다. 출판사 편집실로부터 걸려오는 마감용 원고 독촉 전화에 매우 민감하게 반응을 보인다.
스트레스가 극에 달하면 애완쥐인 쵸로리에게 스트레스를 풀려고 한다.
타칭(한국명-펀치)
성우 : 이마루오카 아츠시/김광국
사에키 남매가 기르는 페렛. 츠지야가 족제비를 키우는 데서 열등감을 느껴 사에키 남매가 샀다고 함.
원래는 포악한 성격이지만 그로 인해, 계속 반품이 되었기 때문에 본성을 숨기고 있다. 사에키 남매를 바보로 여기면서도 한편으론 진정한 주인이라 생각한다.
애완동물은 엘리트, 야생동물은 쓰레기라고 생각하며, 그로 인해 코죠삐에게 라이벌 의식을 갖고 있고 둘이 만날 때마다 티격태격하곤 한다.
사이토 미유(한국명-온유)
성우 : 타니이 아스카/김선혜
애니메이션에서 등장하는 오리지널 캐릭터로 원작에선 엑스트라로 등장한다. 유우타의 친구.
애니 중간에 행복장으로 이사를 왔으며, 이사 온 첫날 새 집에서 족제비 '코죠루'를 발견하고 코죠루의 주인이 된다.
울보이긴 하지만 순진하고 천진난만한 성격이며, 항상 코죠루를 데리고 다닌다.
코죠루(한국명-루루)
성우 : 사케노베 미카/여민정
미유가 이사 온 날 자신의 새 집에서 발견한 암컷족제비. 코죠삐와 같은 경우로 엄마에게 두더지 새끼라는 말을 듣고 집을 뛰쳐 나와 여러 고생 끝에 행복장으로 흘러 들어왔다. 이후 '코죠루'라는 이름을 유우타에게 받고 미유의 애완동물로 거두워진다.
그 때까지도 자신이 두더지라고 믿고 있었지만, 코죠삐에게 자기도 어쩔 수 없는 족제비라는 말을 듣고 자신의 정체성을 찾게 되며, 어리고 살아남는 방법을 배우지 못 한 코죠루를 위해 코죠삐와 쵸로리가 여러 모로 신경 써주며, 미유 역시 코죠루를 사랑하는 마음을 가지며 무지 아껴준다. 트레이드 마크는 귀 밑에 있는 꽃귀걸이와 미유가 달아준, 하트 모양 장식이 달린 목걸이.
성격은 순진하며, 항상 '루루~'거리는 소리를 낸다. 그리고 좋아하는 음식은 코죠삐랑 똑같은 닭고기 튀김.
점장
성우 : 우에다 요지/박만영
애완동물가게 'Lovely'의 점장. 돈을 엄청 밝이는지라 어떻게든 손님들에게 비싼 가격에 동물들을 팔아치우려 한다. 어렵게 손을 얻은 산족제비 '코죠삐'를 비싼 값에 팔려 했지만, 코죠삐가 탈출해버려 그 꿈이 무산돼버렸다. 이후 몇 번 정도 코죠삐를 발견해 잡으려 했으나 그 때마다 실패한다.
항상 '점장'이라 적힌 부채를 들고 다니며 이익을 목적으로 아부성이 강한 말투와 따로 움직이는 몸짓으로 손님들을 끌어들인다. 사에키 남매와 마유미에게 동물들을 속여 판 적이 있다.
모리시타 마유미(한국명-고은심)
성우 : 무토 스미/한신정
츠치야를 짝사랑하는 여중생. 츠치야를 마음에 두고 있어서 언제나 고백하거나 친해질 찬스를 노리고 있지만, 매번 그 직전에 폭주해 버리거나 일이 잘 안 풀려 실패로 돌아간다.
화난 듯 한 얼굴을 하고 있지만 이 분 역시 츠치야랑 똑같이 표정 변화가 없는 얼굴.
이즈미(한국명-이주미)
성우 : 타케우치 준코/한채언
마유미의 친구로, 항상 마유미랑 같이 다님.마유미의 짝사랑을 응원해 주고 있다.
햣호(한국명-얏호)
성우 : 타니이 아스카/정선혜
마유미가 츠지야와 친해지려고 산 애완동물로, 정체는 하늘다람쥐.(마유미는 원래 족제비를 살려고 했으나, 애완동물 가게 'Lovely' 점장이 마유미에게 하늘다람쥐를 족제비의 사촌급 동물이라 속여 팜.)
매우 정신없고 긍정적인 성격을 지녔으며, 날아다니는 걸 좋아해 여기저기 날아다닌다. 코죠삐 일행하곤 가끔 만나 노는 사이.
센도 이치로(한국명-이기정)
성우 : 타케모토 에이지/정명준
행복장의 주인 아들. 아파트 옥상 펜트하우스에 살고 있다. 진귀한 동물들을 수집해 키우는 게 취미. 우연히 행복자에 사는 츠치야가 코죠삐를 키운다는 걸 알고 코죠삐를 탐내 세금을 핑계로 코죠삐를 강제로 빼앗아 간다. 이후 모든 사정이 어머니에게 알려져 코죠삐를 츠치야에게 돌려 준다.
사료값을 모두 어머니가 내주는 관계로, 어머니의 말을 거역하지 못 한다고 함.
니시나 마나부(한국명-인과학)
성우 : 스가타 토모카즈/박만영
츠치야와 같은 학교, 같은 아파트에 거주하는 대학생. 평소엔 이름의 한자(仁科學)에서 따온 별명인 '과학군'으로 불리고 있으며, 이름 그래도 '과학의 힘'을 진심으로 믿고 있다.
취미 및 특기는 발명이며, 사람과의 접촉은 잘 하지 않는다. 애니 내에서 첫 번째 발명품인 '영혼교환기'를 사용해 츠치야와 코죠삐의 영혼을 바꾸는 소동을 일으켰으며, 이후 족제비 형태의 애완로봇을 개발할 계획으로 메카족제비를 만들어 낸다.
하세가와 마사시(김무한)
성우 : 이마루오카 아츠시/정명준
극 중에서 등장하는 불량고등학생. 불량고등학생이라지만 폭력사건을 일으키거나 하는 적은 없이, 그저 학교를 땡땡이까거나 다른 불량배를 우습게 아는 정도의 독불장군 스타일.
원작에선 담배를 피우지만 애니에선 풍선껌으로 대체되었다. 코죠삐는 그의 카리스마에 반해서 그를 형님으로 모시지만, 그 역시 지극히 정상적인 인간이라 족제비의 마음은 전달되지 않는다.
나레이션
성우 - 테라다 하루히/최문자
애니에서 중간중간 설명을 해줌.

## 주제가

### 일본판
첫 번째 오프닝 - 그 애의 Happy face(あのコの Happy Face)
노래 - 행복 시스터즈
두 번째 오프닝 - 코죠삐의 노래(コジョピーのうた)
노래 - 사와시로 미유키, 야마자키 바닐라, 사케노베 미카
첫 번째 엔딩 - 졸릴 때까지(眠くなるまで)
노래 - 타카토라 히데아키
두 번째 엔딩 - 따끈따끈 코죠루(ぽかぽか コジョルー)
노래 - 사케노베 미카

### 한국판
첫 번째 오프닝 - Happy Happy face
노래 - 이자명, 한신정, 여민정
엔딩 - 출사표
노래 - 유정석

## 방영 에피소드
1. 족제비가 오다
2. 족제비의 행복장 체험
3. 족제비의 묘
4. 족제비가 파라다이스로 가다
5. 족제비의 비밀
6. 펀치의 눈물
7. 족제비 대변신
8. 멋진 바이킹
9. 족제비가 있는 생활
10. 족제비 대장
11. 쪼롱이와 쥐들
12. 결전! 크리스마스 트리
13. 츠치야가 고향으로 돌아가다
14. 치치의 추억
15. 빼앗긴 족제비
16. 사라진 먹이의 의문
17. 쪼롱이 VS 솜먼지
18. 고슴도치는 상품?
19. 은심의 발렌타인 대작전
20. 왕빈 꿈의 나날
21. 귀가 큰 페렛의 수수께끼
22. 키워라! 꿈의 타네
23. 족제비에 함정함정
24. 제삐가 야생으로 돌아가다
25. 벚꽃나무 아래에서
26. 족제비 VS 족제비
27. 루루가 행복장에 가다
28. 츠바메를 노려라
29. 족제비와 아줌마
30. 아이돌을 만나고 싶어
31. 과학군의 무시무시한 실험
32. 술래잡기 대작전
33. 온유는 애완동물 미용사
34. 동경하던 인간
35. 고마워라 말할 수 없어서
36. 과학군 제 2의 도전
37. 루루와 쪼롱이
38. 은심의 데이트 대작전
39. 별에 소원을 빌다
40. 제삐의 은혜갚기
41. 아르바이트 패닉
42. 풀사이드 위기일발
43. 컬러풀한 제삐
44. 펀치 사랑의 시작
45. 내가 제삐야?
46. 두근두근 클리닉
47. 동경의 족제비
48. 초롱이의 결혼
49. 운동회
50. 따끈따끈 족제비
51. 행복장의 족제비